# Катедрала на Питърбъро
Катедралата в Питърбъро (на английски: Peterborough Cathedral), или Катедрална църква на св. Петър, св. Павел и св. Андрей (Cathedral Church of St. Peter, St. Paul and St. Andrew), е седалището на епископа на Питърбъро в Кеймбриджшър.
Статуи на тримата светци, патрони на катедралата, са разположени на 3-те високи фронтона на известната Западна фасада.
Катедралата е построена през 1118-1237 г. Започната през саксонския период, тя е с основно норманска архитектура след повторен строеж през ХІІ век. Наред с Дърамската катедрала и Катедралата в Или, тя е сред най-важните сгради в Англия от ХІІ век, оцелели в значителна степен непокътнати въпреки разширения и реставрации.

Известна е с внушителната си ранноанглийска готическа Западна фасада, която с 3-те си огромни арки е без архитектурен прецедент и пряк наследник. Видът ѝ е малко асиметричен, тъй като едната от двете кули, които се издигат зад фасадата, никога не е завършена, но това е видимо само от разстояние, а ефектът на Западната фасада при влизане е смайващ.